# Barbie Life in the Dreamhouse
Barbie Life in the Dreamhouse – seria animowanych filmów wyprodukowanych przez Arc Productions i Mattel. Seria zadebiutowała 11 maja 2012 r. i jest dostępna na Barbie.com, Netflix i YouTube. Reżyserem jest Andrew Tan, Patrice Berube i in. Autorką scenariusza jest Barbara Haynes.

## Fabuła
Główna bohaterka, Barbie (postać pozytywna) i jej przyjaciele przeżywają  przygody w Malibu i z sukcesem mierzą się z różnymi kłopotami. Biorą też udział w niezwykłych wyzwaniach (np. wielki wyścig). Postacią z wrogimi zamiarami jest Raquelle, starająca się także zwrócić na siebie uwagę innych, jak również zdobyć względy Kena.

## Obsada
| Postać   | Wersja oryginalna  |
| -------- | ------------------ |
| Barbie   | Kate Higgins       |
| Ken      | Sean Hankinson     |
| Skipper  | Paula Rhodes       |
| Stacie   | Paula Rhodes       |
| Chelsea  | Laura Gerow        |
| Ryan     | Charlie Bodin      |
| Raquelle | Haviland Stillwell |
| Midge    | Ashlyn Selich      |
| Nikki    | Nakia Burrise      |
| Teresa   | Katie Crown        |
| Summer   | Tara Sands         |

## Spis odcinków
|    | Tytuł polski                       | Tytuł angielski             |
| -- | ---------------------------------- | --------------------------- |
| 1  | Szafa na drobiazgi                 | Closet Princess             |
| 2  | Wszystkiego najlepszego Chelsea    | Happy Birthday Chelsea      |
| 3  | Niesforne zwierzaki                | Pet Peeve                   |
| 4  | Rapsodia w śmietanie               | Rhapsody in Buttercream     |
| 5  | Ken-tastycznie, fryz-tastycznie    | Ken-tastic, Hair-tastic     |
| 6  | Imprezowa wpadka                   | Party Foul                  |
| 7  | Dzień na plaży                     | Day at the Beach            |
| 8  | Przyklej tu, przyklej tam          | Sticker It Up               |
| 9  | Ach kemping                        | Oh How Campy                |
| 10 | Koszmar na głowie                  | Bad Hair Day                |
| 11 | Prawo jazdy                        | Licensed to Drive           |
| 12 | Chcę swój teledysk                 | I Want My BTV               |
| 13 | Prezenty, przesyt, porażka         | Gifts, Goofs, Galore        |
| 14 | Butik Barbie                       | The Barbie Boutique         |
| 15 | Pojednanie                         | The Reunion Show            |
| 16 | Szafa na drobiazgi 2.0.            | Closet Princess 2.0         |
| 17 | Siostry Ahoj                       | Sisters Ahoy                |
| 18 | Pomniejszator                      | The Shrinkerator            |
| 19 | Dziesiątki szczeniaków             | Plethora of Puppies         |
| 20 | Szafa pęka                         | Closet Clothes Out          |
| 21 | Ile kosztuje ten delfin z wystawy? | Accidentally on Porpoise    |
| 22 | Przeminęło z brokatem – część 1    | Gone Glitter Gone – Part 1  |
| 23 | Przeminęło z brokatem – część 2    | Gone Glitter Gone – Part 2  |
| 24 | To właśnie nie miłość              | Playing Heart to Get        |
| 25 | Modelka na medal                   | Catty on the Catwalk        |
| 26 | Potrzebna pomoc                    | Help Wanted                 |
| 27 | Straszna noc                       | Spooky Sleepover            |
| 28 | Przed państwem Midge               | A Smidge of Midge           |
| 29 | Ryzyka zawodowe                    | Occupational Hazards        |
| 30 | Ach jak kempingowo                 | Ooh How Campy, Too          |
| 31 | Wszystko o Barbie                  | Let's Make a Doll           |
| 32 | Wizyta Summer                      | Endless Summer              |
| 33 | Kwaśna zemsta                      | Sour Loser                  |
| 34 | Dzień na plaży!                    | Another Day at the Beach    |
| 35 | Dzień kąpieli                      | Happy Bathday to You        |
| 36 | D(r)eszczowa Piosenka              | Cringing in the Rain        |
| 37 | KenDom                             | The Ken Den                 |
| 38 | Wypacykuj mi auto                  | Primp My Ride               |
| 39 | Zakupowy chaos                     | Mall Mayhem                 |
| 40 | Ulepszenie                         | The Upgradening             |
| 41 | Doktor Barbie                      | Doctor Barbie               |
| 42 | Bez wyjścia                        | Stuck with You              |
| 43 | Sposób na latanie                  | The Only Way to Fly         |
| 44 | Idealna Impreza Na Basenie         | Perf Pool Party             |
| 45 | Uwięzione w szafiie                | Trapped in the Dreamhouse   |
| 46 | Drużyna super stylu – część 1      | Style Super Squad – Part 1  |
| 47 | Drużyna super stylu – część 2      | Style Super Squad – Part 2  |
| 48 | Dziwna, czarna sukienka            | Little Bad Dress            |
| 49 | Psie zawody                        | Going to the Dogs           |
| 50 | Mały domek marzeń                  | Dream a Little Dreamhouse   |
| 51 | Burmistrz miasta                   | Mayor of Malibu             |
| 52 | Dziwaczna Barbie                   | Bizzaro Barbie              |
| 53 | Lalka kontra deser                 | Doll vs. Dessert            |
| 54 | Gwiazda internetu                  | Going Viral                 |
| 55 | Babski dzień                       | Girls Day Out               |
| 56 | Szczekający biznes                 | Business is Barking         |
| 57 | Kiedy kota nie ma...               | When the Cat's Away         |
| 58 | Brr, brr, Barbie – część 1         | Ice Ice, Barbie – Part 1    |
| 59 | Brr, brr, Barbie – część 2         | Ice Ice, Barbie – Part 2    |
| 60 | Wielki wyścig                      | The Amaze Chase             |
| 61 | Nowa przyjaciółka                  | New Girl In Town            |
| 62 | Empiryczne Emporium                | Malibu's Empirical Emporium |
| 63 | Sensacja na czerwonym dywanie      | Red Carpet Caper            |
| 64 | Zwierzaki same w domu              | Mission Impawsible          |
| 65 | Teleton                            | The Telethon                |
| 66 | Zakład                             | Don't Bet on It             |
| 67 | Depremitujący kuzyn                | Dissin' Cousins             |
| 68 | Sama w domu                        | Alone in the Dreamhouse     |
| 69 | Misja na księżyc                   | Mooning Over You            |
| 70 | Koncertowe szaleństwo              | Sidewalk Showdown           |
| 71 | Wspaniały dzień sióstr             | Sister's Fun Day            |
| 72 | Atak Barbie-klonów – część 1       | Send in the Clones – Part 1 |
| 73 | Atak Barbie-klonów – część 2       | Send in the Clones – Part 2 |
| 74 | Atak Barbie-klonów – część 3       | Send in the Clones – Part 3 |
| 75 | Podróż do głębi                    | The Fantasticest Journey    |